# 1974年の航空
< 1974年
1973年の航空 - 1974年の航空 - 1975年の航空

## 航空に関する出来事
- 2月2日 - ゼネラルダイナミクス F-16ファルコンのプロトタイプが初飛行した。
- 2月8日 - スカイラブ4号のミッションが終了し、ジェラルド・カー、エド・ギブソン、ウイリアム・ポーグらは84日間と1時間15分の宇宙滞在記録を作った。
- 3月3日 - トルコ航空の981便のDC-10がオルリー空港から離陸した直後、サンリスに近くで墜落し346人が死亡した。 （トルコ航空DC-10パリ墜落事故）
- 3月13日 - パリのシャルルドゴール空港が開港した。
- 3月31日 - 英国海外航空 (BOAC、British Overseas Airways Corporation)と英国欧州航空 (BEA,British European Airways) が再合併しブリティッシュ・エアウェイズが設立された。
- 4月23日 - 米国のヘリコプターメーカー、ベルエアクラフト社が、通算20,000機目の航空機を生産したと発表した。
- 5月14日 - エールフランスがエアバスA300の運行を開始した。
- 6月9日 - ノースロップYF-17が初飛行した。
- 6月27日 - ヘリコプター、ユーロコプターAS-350 エキュレイユが初飛行した。
- 8月14日 - ヨーロッパ共同開発した戦闘機、パナヴィア トーネードの試作機の初飛行。

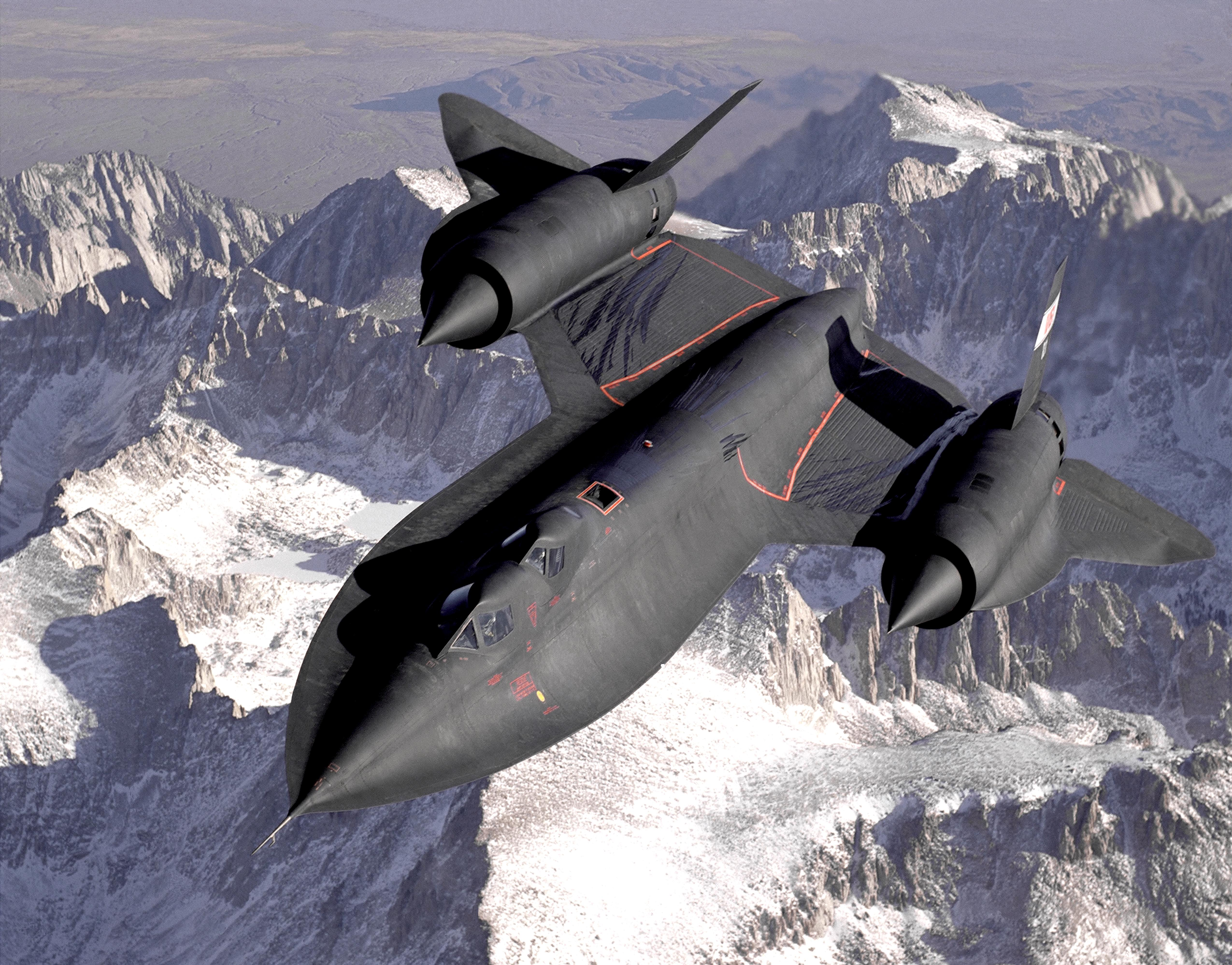
SR-71 ブラックバード

- 8月21日 - イギリスの練習機ホーカー・シドレー ホークが初飛行した。
- 8月26日 - 大西洋無着陸横断をおこなったチャールズ・リンドバーグが没した。
- 8月30日 - 最初オランダの人工衛星、Astronomische Nederlandse Satelliet (ANS)が打ち上げられた。
- 8月30日 - アメリカの SR-71 ブラックバードが2時間以下で大西洋を横断した。
- 10月12日 - 気象観測機への改造を受けたWC-130が「ベス」台風（日本名：台風23号）の観測中に交信を絶った。ハリケーン・ハンター任務中の数少ない遭難となった。
- 10月17日 - アメリカのヘリコプター、シコルスキー UH-60 ブラックホークが初飛行した。
- 10月28日 - フランスの艦上戦闘機、ダッソー シュペールエタンダールが初飛行した。
- 11月20日 - ルフトハンザの540便がケニヤのナイロビ空港から離陸後墜落し、59人が死亡した。ボーイング 747の最初の重大事故であった。（ルフトハンザドイツ航空540便墜落事故）
- 12月23日 - 超音速爆撃機、ロックウェルB-1 ランサーが初飛行した。

## 1974年に初飛行した機体の画像

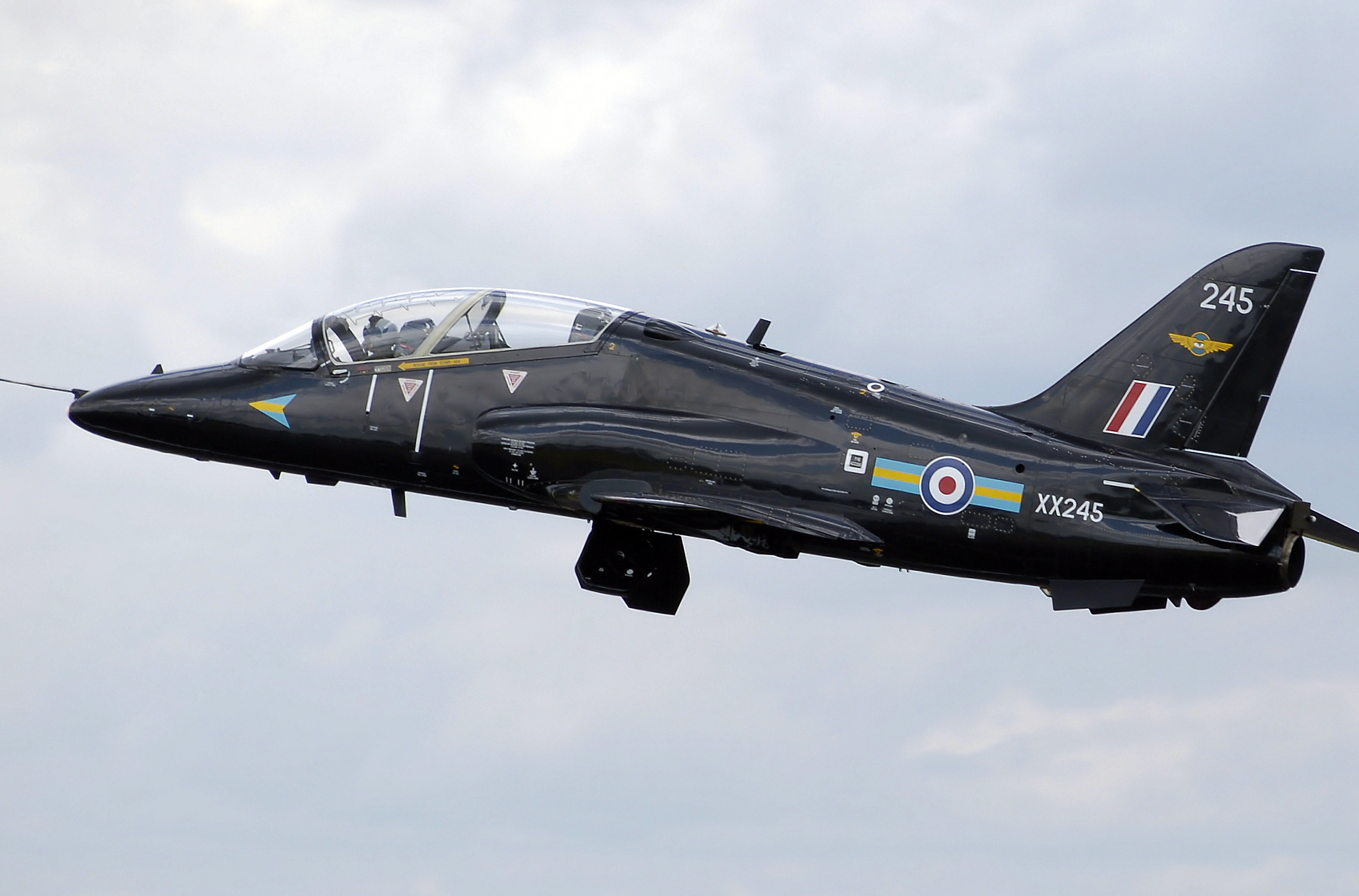
BAe ホーク （8月21日）
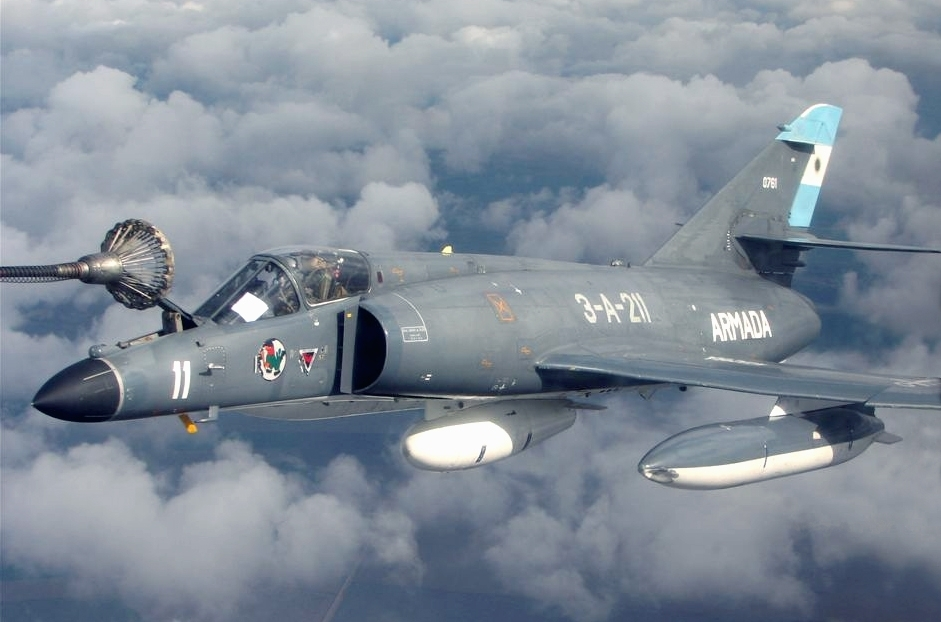
シュペルエタンダール （10月29日）
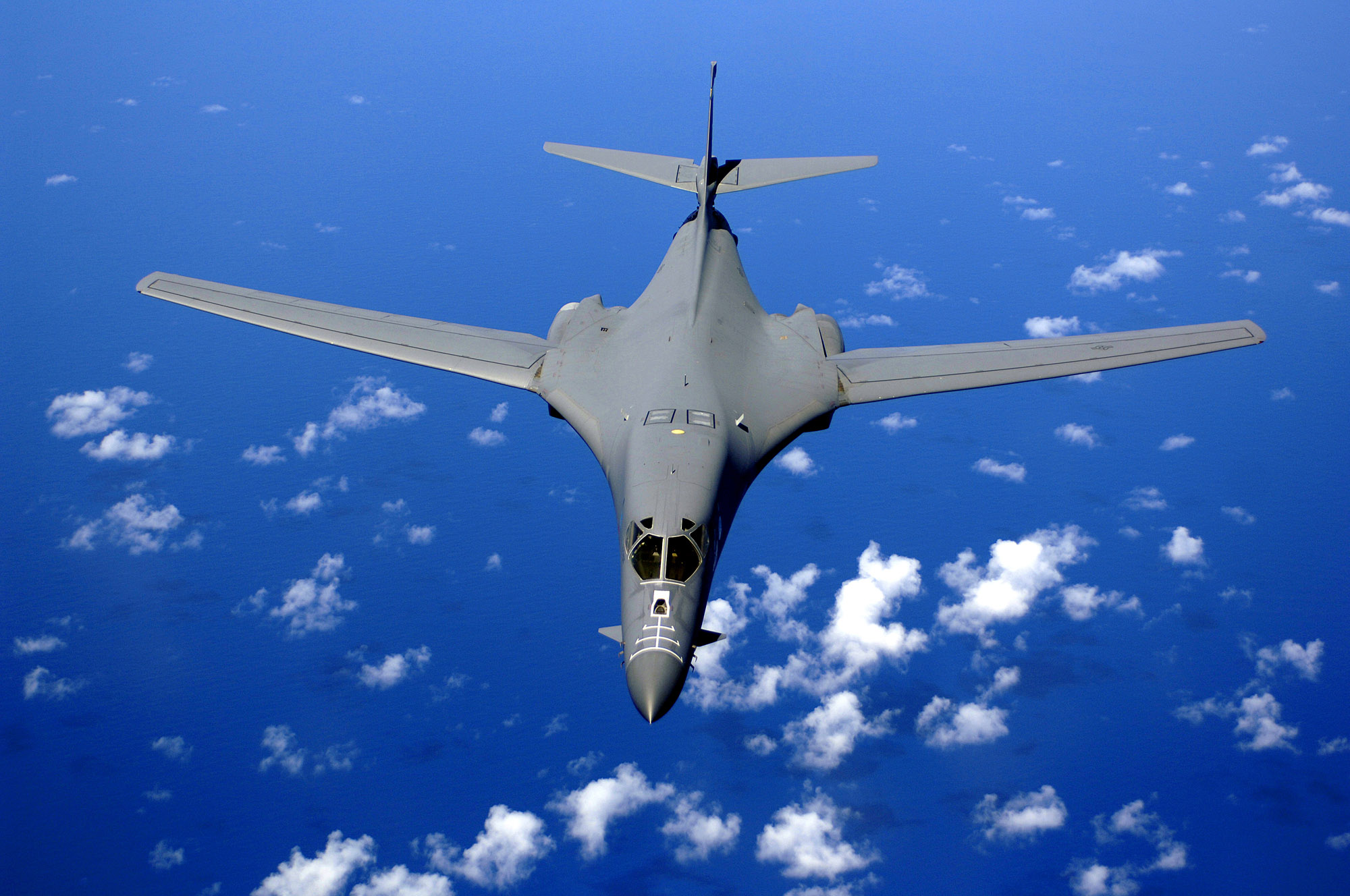
B-1 ランサー （12月23日）

## 航空に関する賞の受賞者
- イギリス飛行クラブ金賞： ジュリアン・ノット-与圧室付熱気球の高度記録（46,000 ft）
- FAI・ゴールド・エア・メダル：アレクサンドル・フェドトフ
- デラボー賞： ジェラルド・カー、エド・ギブソン、ウイリアム・ポーグ